# Marvin (nome)
Marvin  è un nome proprio di persona inglese e tedesco maschile.

## Varianti
- Inglese: Marvyn[1]
  - Femminili: Marva[1]
- Tedesco: Marwin[1]

## Origine e diffusione
Probabilmente riprende un cognome inglese derivante a sua volta dal nome Mervyn.

## Onomastico
Nessun santo porta questo nome, che quindi è adespota; l'onomastico ricorre il 1º novembre, giorno di Ognissanti.

## Persone

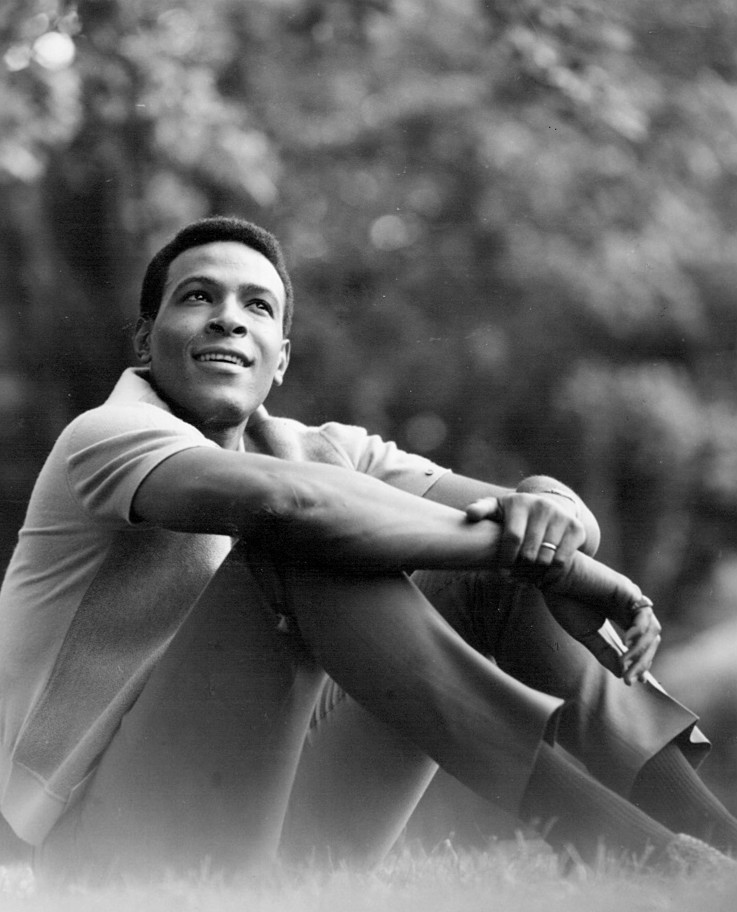
Marvin Gaye

- Marvin J. Chomsky, regista statunitense
- Marvin Gaye, cantautore, produttore discografico e arrangiatore statunitense
- Marvin Hagler, pugile statunitense
- Marvin Hamlisch, compositore e musicista statunitense
- Marvin Harris, antropologo statunitense
- Marvin Hart, pugile statunitense
- Marvin Miller, attore statunitense
- Marvin Minsky, informatico e scienziato statunitense
- Marvin Stamm, trombettista statunitense
- Marvin Vettori, artista marziale misto italiano

### Varianti maschili
- Marwin Hitz, calciatore svizzero

### Variante femminile Marva
- Marva Hicks, cantante e attrice statunitense
- Marva Jan Marrow, cantante, paroliera e musicista statunitense

## Il nome nelle arti
- Marvin il Marziano è un personaggio dei Looney Tunes.